# Белогуша якамара
Белогушата якамара (Brachygalba albogularis) е вид птица от семейство Galbulidae.

## Разпространение
Видът е разпространен в Боливия, Бразилия и Перу.